# Sauberg (Bad Waltersdorf)
Sauberg ist eine Streusiedlung in der Marktgemeinde Bad Waltersdorf in der Steiermark.
Die Streusiedlung Sauberg ist Teil der Ortschaft Leitersdorf bei Hartberg und liegt östlich zwischen Bad Waltersdorf und
Leitersdorf am Westabfall des Neudauer Waldes. Im Regionalen Entwicklungsprogramm der Region Oststeiermark aus 2016 sind die westlichen Teile der Streusiedlung als Vorrangzone in der Kategorie Bauland („Wohn-, Dorf- und Erholungsgebiete“) ausgewiesen. Diese Gebiete wurden Anfang des 21. Jahrhunderts mit großzügigen Villen bebaut.